# Hyalomma rhipicephaloides
Hyalomma rhipicephaloides är en fästingart som beskrevs av Neumann 1901. Hyalomma rhipicephaloides ingår i släktet Hyalomma och familjen hårda fästingar.
Artens utbredningsområde är Israel. Inga underarter finns listade i Catalogue of Life.